# Ernő Szép
Ernő Szép [ˈɛrnøː seːp] (geboren 30. Juli 1884 in Huszt, Österreich-Ungarn; gestorben  2. Oktober 1953 in Budapest) war ein ungarisch-jüdischer Dichter, Schriftsteller und Journalist.

## Leben
Der Sohn eines jüdischen Lehrers wuchs in ärmlichen Verhältnissen auf. Als Gymnasiast in Debrecen unternahm er seine ersten schriftstellerischen Versuche. Bereits im Jahr 1902 veröffentlichte er einen Gedichtband. Durch seine Gedichte, Chansontexte, Zeitungskolumnen und Kurzgeschichten wurde Ernö Szép, der bereits als junger Mann nach Budapest kam, populär. Älter als Sándor Márai und Antal Szerb, die „Großen Eleganten“, zählte er zu den Mitbegründern der ungarischen Moderne und wurde Mitarbeiter der 1908 gegründeten Literaturzeitschrift Nyugat („Westen“).
Im Ersten Weltkrieg war er Krankenpfleger und Kriegsberichterstatter. Nach dem Sturz der ungarischen Räterepublik unter Béla Kun emigrierte Szép 1919 für kurze Zeit nach Wien. In den 1920er Jahren war er ein gefeierter Bühnenautor und Mitarbeiter der Zeitung Az Újság (Die Zeitung), einem Sprachrohr bürgerlich-liberaler Ideen.
In Emberszag (dt. Drei Wochen in 1944 bzw. Zerbrochene Welt) beschreibt Szép seine Zeit als jüdischer Zwangsarbeiter. Im Herbst 1944 wurde er in einem der Budapester Judenhäuser ghettoisiert und zur Zwangsarbeit verpflichtet. In Zusammenhang mit der Rettungsaktion des schwedischen Diplomaten Raoul Wallenberg hatte Szép einen schwedischen Schutzpass erhalten. Wallenbergs Abteilung hatte sich drei Tage nach Széps Verschleppung in einer Protestnote u. a. auch für ihn eingesetzt. Als Inhaber eines Schutzpasses wurde er am 8. November 1944 aus der Zwangsarbeit entlassen und überlebte den Krieg in einem der schwedischen Schutzhäuser. Verarmt und nahezu vergessen starb er 1953 in Budapest.
Insgesamt schrieb Szép vier Romane, außerdem Theaterstücke und Gedichte. In deutscher Übersetzung erschienen seit 1917 die Romane Lila ákác (dt. Lila Akazien) und Ádámcsutka (dt. Die Liebe am Nachmittag), die Kriegserinnerungen Emberszag (dt. Drei Wochen in 1944 bzw. Zerbrochene Welt), die feuilletonistischen Textsammlungen Ungarische Skizzen und – gemeinsam mit Texten von Antal Szerb und Gyula Krúdy – Ich liebte eine schöne Frau sowie mehrere Stücke.

## Werke
- Ungarische Skizzen. Ins Deutsche übertragen von Amélie Agoston. Mit 6 Federzeichnungen von Schülein und einem Vorwort von Kasimir Edschmid, Falken-Verlag, Darmstadt 1917
- Lila ákác, 1919
  - Lila Akazien. Ein altmodischer Roman, Drei-Masken-Verlag, München 1922 (Verfilmt 1934 von István Székely)
- Zahnarzt sucht Mitgift 10.000, Komödie. Dt. Bearbeitung: Robert Vambery, Bloch, Berlin 1920
- Sünden. Ein Buch des Gewissens, Merlin-Verlag, Heidelberg 1928
- Die goldene Uhr. Ein Märchen in 3 Akten, Marton Verlag, Berlin 1932
- Ádámcsutka, 1935 
  - Die Liebe am Nachmittag. Roman. Aus dem Ungarischen von Ernő Zeltner, dtv, München 2008
- Emberszag, 1945
  - Drei Wochen in 1944. Deutsch von Ernst Szep. Verlag Panorama, Wien 1947
  - Zerbrochene Welt. Drei Wochen 1944. Aus dem Ungarischen von Ernő Zeltner, Nachwort Paul Lendvai, dtv, München 2014, ISBN 978-3-423-26026-8.[2]
- Ich liebte eine schöne Frau. Miniaturen von Antal Szerb, Ernő Szép und Gyula Krúdy. Aus dem Ungarischen von Ernő Zeltner, dtv, München 2011

## Film
- István Székely (Steve Sekely, 1899–1979) verfilmte die Komödie Lila ákác 1934 und ein zweites Mal 1973.[3]